# Skilanglauf-Scandinavian-Cup 2006/07
Der Skilanglauf-Scandinavian-Cup 2006/07 war eine von der FIS organisierte Wettkampfserie, die am 15. Dezember 2006 in Vuokatti und Sotkamo begann und am 25. Februar 2007 in Falun endete.

## Männer

### Resultate
| 1. Scandinavian Cup in Sotkamo, Vuokatti, 15. bis 17. Dezember 2006 | 1. Scandinavian Cup in Sotkamo, Vuokatti, 15. bis 17. Dezember 2006 | 1. Scandinavian Cup in Sotkamo, Vuokatti, 15. bis 17. Dezember 2006 | 1. Scandinavian Cup in Sotkamo, Vuokatti, 15. bis 17. Dezember 2006 | 1. Scandinavian Cup in Sotkamo, Vuokatti, 15. bis 17. Dezember 2006 |
| ------------------------------------------------------------------- | ------------------------------------------------------------------- | ------------------------------------------------------------------- | ------------------------------------------------------------------- | ------------------------------------------------------------------- |
| Datum                                                               | Disziplin                                                           | Erster Platz                                                        | Zweiter Platz                                                       | Dritter Platz                                                       |
| 15. Dezember 2006                                                   | 15 km klassisch                                                     | Øystein Pettersen                                                   | John Kristian Dahl                                                  | Simen Østensen                                                      |
| 16. Dezember 2006                                                   | Sprint klassisch                                                    | Ola Vigen Hattestad                                                 | Simen Östensen                                                      | Matias Strandvall                                                   |
| 17. Dezember 2006                                                   | 15 km Freistil                                                      | John Kristian Dahl                                                  | Øystein Pettersen                                                   | Simen Østensen                                                      |

| 2. Scandinavian Cup in Sjusjøen, 5. und 7. Januar 2007 | 2. Scandinavian Cup in Sjusjøen, 5. und 7. Januar 2007 | 2. Scandinavian Cup in Sjusjøen, 5. und 7. Januar 2007 | 2. Scandinavian Cup in Sjusjøen, 5. und 7. Januar 2007 | 2. Scandinavian Cup in Sjusjøen, 5. und 7. Januar 2007 |
| ------------------------------------------------------ | ------------------------------------------------------ | ------------------------------------------------------ | ------------------------------------------------------ | ------------------------------------------------------ |
| Datum                                                  | Disziplin                                              | Erster Platz                                           | Zweiter Platz                                          | Dritter Platz                                          |
| 5. Januar 2007                                         | 15 km Freistil                                         | Martin Larsson                                         | Roger Aa Djupvik                                       | Kristian Horntvedt                                     |
| 6. Januar 2007                                         | Sprint klassisch                                       | Emil Jönsson                                           | Anders Gløersen                                        | Robin Bryntesson                                       |
| 7. Januar 2007                                         | 10 km Freistil                                         | Tord Asle Gjerdalen                                    | Martin Sundby                                          | Roger Aa Djupvik                                       |

| 3. Scandinavian Cup in Jõulumäe, 10. und 11. Februar 2007 | 3. Scandinavian Cup in Jõulumäe, 10. und 11. Februar 2007 | 3. Scandinavian Cup in Jõulumäe, 10. und 11. Februar 2007 | 3. Scandinavian Cup in Jõulumäe, 10. und 11. Februar 2007 | 3. Scandinavian Cup in Jõulumäe, 10. und 11. Februar 2007 |
| --------------------------------------------------------- | --------------------------------------------------------- | --------------------------------------------------------- | --------------------------------------------------------- | --------------------------------------------------------- |
| Datum                                                     | Disziplin                                                 | Erster Platz                                              | Zweiter Platz                                             | Dritter Platz                                             |
| 10. Februar 2007                                          | 10 km klassisch                                           | Daniel Rickardsson                                        | Krister Trondsen                                          | Jaak Mae                                                  |
| 11. Februar 2007                                          | 10 km klassisch                                           | Jaak Mae                                                  | Morten Eilifsen                                           | Martti Jylhä                                              |

| 4. Scandinavian Cup in Falun, 23. und 25. Februar 2007 | 4. Scandinavian Cup in Falun, 23. und 25. Februar 2007 | 4. Scandinavian Cup in Falun, 23. und 25. Februar 2007 | 4. Scandinavian Cup in Falun, 23. und 25. Februar 2007 | 4. Scandinavian Cup in Falun, 23. und 25. Februar 2007 |
| ------------------------------------------------------ | ------------------------------------------------------ | ------------------------------------------------------ | ------------------------------------------------------ | ------------------------------------------------------ |
| Datum                                                  | Disziplin                                              | Erster Platz                                           | Zweiter Platz                                          | Dritter Platz                                          |
| 23. Februar 2007                                       | 30 km klassisch Mst.                                   | Martin Sundby                                          | Jörgen Brink                                           | Niklas Karlsson                                        |
| 25. Februar 2007                                       | Sprint klassisch                                       | Krister Trondsen                                       | Keijo Kurttila                                         | Øystein Pettersen                                      |

### Gesamtwertung Männer
| Rang | Name                    | Punkte |
| ---- | ----------------------- | ------ |
| 1    | Øystein Pettersen       | 353    |
| 2    | Krister Trondsen        | 300    |
| 3    | John Kristian Dahl      | 291    |
| 4    | Tord Asle Gjerdalen     | 258    |
| 5    | Simen Østensen          | 200    |
| 6    | Stig Rune Kveen         | 199    |
| 7    | Emil Jönsson            | 192    |
| 8    | Martin Sundby           | 183    |
| 9    | Martti Jylhä            | 167    |
| 10   | Robin Bryntesson        | 161    |
| 11   | Jaak Mae                | 160    |
| 12.  | Daniel Rickardsson      | 157    |
| 13.  | Anders Glöersen         | 153    |
| 14.  | Morten Eilifsen         | 149    |
| 15.  | Johan Kjølstad          | 139    |
| 16.  | Keijo Kurttila          | 136    |
| 17.  | Ola Vigen Hattestad     | 128    |
| 18.  | Roger Aa Djupvik        | 124    |
| 19.  | Børre Næss              | 105    |
| 20.  | Peeter Kümmel           | 102    |
| 21.  | Haakan Löftström        | 101    |
| 22.  | Matias Strandvall       | 92     |
| 23.  | Jörgen Brink            | 90     |
| 24.  | Tiio Söderhielm         | 78     |
| 25.  | Ville Verkama           | 76     |
| 26.  | John Anders Gaustad     | 74     |
| 27.  | Espen Harald Bjerke     | 73     |
| 27.  | Thomas Ramstedt         | 73     |
| 29.  | Geir Ludvig Aasen Ouren | 72     |
| 30.  | Kusti Kittilä           | 71     |
| 31.  | Gustav Berglund         | 68     |
| 32.  | Matti Heikkinen         | 67     |
| 33.  | Kalle Lassila           | 66     |
| 34.  | Glenn Elvestad          | 65     |
| 35.  | Lauri Pyykönen          | 63     |
| 36.  | Niklas Karlsson         | 61     |
| 36.  | Tor Erik Schjellerud    | 61     |
| 38.  | Petter Eliassen         | 58     |

| Rang | Name                | Punkte |
| ---- | ------------------- | ------ |
| 39.  | Jesse Väänänen      | 57     |
| 40.  | Kristian Horntvedt  | 52     |
| 41.  | Fredrik Byström     | 51     |
| 42.  | Jan Egil Andresen   | 50     |
| 43.  | Espen Østlien       | 48     |
| 44.  | Risto Ikonen        | 47     |
| 45.  | Rikard Andreasson   | 45     |
| 45.  | Robert Blomqvist    | 45     |
| 45.  | Eirik Brandsdal     | 45     |
| 45.  | Kent Ove Clausen    | 45     |
| 45.  | Trond Iversen       | 45     |
| 50.  | Tore Ruud Hofstad   | 36     |
| 50.  | Fredrik Östberg     | 36     |
| 50.  | Öyvind Sandbakk     | 36     |
| 53.  | Martin Johansson    | 33     |
| 53.  | Fredrik Karlsson    | 33     |
| 55.  | Kaspar Kokk         | 31     |
| 56.  | Olli-Pekka Tolvanen | 30     |
| 57.  | Hans Petter Lykkja  | 29     |
| 57.  | Priit Narusk        | 29     |
| 57.  | Arne Post           | 29     |
| 60.  | Petter Myhlback     | 26     |
| 60.  | Fredrik Persson     | 26     |
| 60.  | Victor Revin        | 26     |
| 63.  | Björn Bergheim      | 24     |
| 64.  | Ola Erik Heen Mö    | 23     |
| 65.  | Olli Ohtonen        | 22     |
| 66.  | Erland Hoff         | 20     |
| 66.  | Jesper Modin        | 20     |
| 68.  | Andreas Domeij      | 18     |
| 68.  | Rikard Grip         | 18     |
| 68.  | Oleksandr Puzko     | 18     |
| 68.  | Aivar Rehemaa       | 18     |
| 72.  | Algo Kärp           | 17     |
| 72.  | Lari Lehtonen       | 17     |
| 72.  | Rune Muller         | 17     |
| 75.  | Joakim Jonnson      | 16     |
| 76.  | Jan Gile Granmo     | 15     |

| Rang | Name                        | Punkte |
| ---- | --------------------------- | ------ |
| 76.  | Jari Joutsen                | 15     |
| 76.  | Svein Tore Sinnes           | 15     |
| 76.  | Mantas Strolia              | 15     |
| 76.  | Kari Varis                  | 15     |
| 81.  | Atle Bjerkli                | 13     |
| 81.  | Aleksejus Novoselskis       | 13     |
| 81.  | Kuisma Taipale              | 13     |
| 84.  | Kalle Gräfnings             | 12     |
| 84.  | Anders Jonsson              | 12     |
| 84.  | Inge Kristoffersen          | 12     |
| 84.  | Markus Ottosson             | 12     |
| 84.  | Timo Toppari                | 12     |
| 84.  | Fredrik Uusitalo            | 12     |
| 90.  | Jens Bjertnäs               | 11     |
| 90.  | Antti Häkämies              | 11     |
| 90.  | Tomi-Pekka Riihivuori       | 11     |
| 93.  | David Flinkfeldt            | 10     |
| 93.  | Magnus Myhr                 | 10     |
| 95.  | Johannes Kohonen            | 9      |
| 95.  | Valery Rodookhlebov         | 9      |
| 97.  | Kenneth Skaarud             | 8      |
| 98.  | Jukka-Pekka Mäntylä         | 7      |
| 99.  | Øyvind Gløersen             | 6      |
| 99.  | Peter Jönsson               | 6      |
| 99.  | Jukka Pekkala               | 6      |
| 99.  | Anti Saarepuu               | 6      |
| 103. | Matti Kylmälä               | 5      |
| 104. | Emil Mikael Söbak Gundersen | 4      |
| 104. | Ole Christian Mork          | 4      |
| 106. | Martti Himma                | 3      |
| 106. | Juha Morko                  | 3      |
| 106. | Lars Nelson                 | 3      |
| 109. | Mantas Bakula               | 2      |
| 110. | Gunnar Hammerberg           | 1      |
| 110. | Alexander Schwarz           | 1      |
| 110. | Tauno Told                  | 1      |
| 110. | Ats Uiboupin                | 1      |
| 110. | Madis Vaikmaa               | 1      |

## Frauen

### Resultate
| 1. Scandinavian Cup in Sotkamo, Vuokatti, 15. bis 17. Dezember 2006 | 1. Scandinavian Cup in Sotkamo, Vuokatti, 15. bis 17. Dezember 2006 | 1. Scandinavian Cup in Sotkamo, Vuokatti, 15. bis 17. Dezember 2006 | 1. Scandinavian Cup in Sotkamo, Vuokatti, 15. bis 17. Dezember 2006 | 1. Scandinavian Cup in Sotkamo, Vuokatti, 15. bis 17. Dezember 2006 |
| ------------------------------------------------------------------- | ------------------------------------------------------------------- | ------------------------------------------------------------------- | ------------------------------------------------------------------- | ------------------------------------------------------------------- |
| Datum                                                               | Disziplin                                                           | Erster Platz                                                        | Zweiter Platz                                                       | Dritter Platz                                                       |
| 15. Dezember 2006                                                   | 10 km klassisch                                                     | Milla Saari                                                         | Astrid Jacobsen                                                     | Kirsi Välimaa                                                       |
| 16. Dezember 2006                                                   | Sprint klassisch                                                    | Astrid Jacobsen                                                     | Guro Ström Solli                                                    | Kati Venäläinen-Sundqvist                                           |
| 17. Dezember 2006                                                   | 10 km Freistil                                                      | Kine Beate Bjørnås                                                  | Kaisa Varis                                                         | Wita Jakymtschuk                                                    |

| 2. Scandinavian Cup in Sjusjøen, 5. und 7. Januar 2007 | 2. Scandinavian Cup in Sjusjøen, 5. und 7. Januar 2007 | 2. Scandinavian Cup in Sjusjøen, 5. und 7. Januar 2007 | 2. Scandinavian Cup in Sjusjøen, 5. und 7. Januar 2007 | 2. Scandinavian Cup in Sjusjøen, 5. und 7. Januar 2007 |
| ------------------------------------------------------ | ------------------------------------------------------ | ------------------------------------------------------ | ------------------------------------------------------ | ------------------------------------------------------ |
| Datum                                                  | Disziplin                                              | Erster Platz                                           | Zweiter Platz                                          | Dritter Platz                                          |
| 5. Januar 2007                                         | 10 km Freistil                                         | Therese Johaug                                         | Maria Rydqvist                                         | Ellen Sandbakken                                       |
| 6. Januar 2007                                         | Sprint klassisch                                       | Astrid Jacobsen                                        | Siri Halle                                             | Kari Vikhagen Gjeitnes                                 |
| 7. Januar 2007                                         | 5 km Freistil                                          | Marthe Kristoffersen                                   | Kati Venäläinen-Sundqvist Milla Saari                  |                                                        |

| 3. Scandinavian Cup in Jõulumäe, 10. und 11. Februar 2007 | 3. Scandinavian Cup in Jõulumäe, 10. und 11. Februar 2007 | 3. Scandinavian Cup in Jõulumäe, 10. und 11. Februar 2007 | 3. Scandinavian Cup in Jõulumäe, 10. und 11. Februar 2007 | 3. Scandinavian Cup in Jõulumäe, 10. und 11. Februar 2007 |
| --------------------------------------------------------- | --------------------------------------------------------- | --------------------------------------------------------- | --------------------------------------------------------- | --------------------------------------------------------- |
| Datum                                                     | Disziplin                                                 | Erster Platz                                              | Zweiter Platz                                             | Dritter Platz                                             |
| 10. Februar 2007                                          | 5 km klassisch                                            | Astrid Jacobsen                                           | Kati Venäläinen-Sundqvist                                 | Sofia Bleckur                                             |
| 11. Februar 2007                                          | 10 km klassisch                                           | Astrid Jacobsen                                           | Marte Elden                                               | Marte Monrad-Hansen                                       |

| 4. Scandinavian Cup in Falun, 23. und 25. Februar 2007 | 4. Scandinavian Cup in Falun, 23. und 25. Februar 2007 | 4. Scandinavian Cup in Falun, 23. und 25. Februar 2007 | 4. Scandinavian Cup in Falun, 23. und 25. Februar 2007 | 4. Scandinavian Cup in Falun, 23. und 25. Februar 2007 |
| ------------------------------------------------------ | ------------------------------------------------------ | ------------------------------------------------------ | ------------------------------------------------------ | ------------------------------------------------------ |
| Datum                                                  | Disziplin                                              | Erster Platz                                           | Zweiter Platz                                          | Dritter Platz                                          |
| 24. Februar 2007                                       | 30 km klassisch Mst.                                   | Susanne Nyström                                        | Sofia Bleckur                                          | Elin Ek                                                |
| 25. Februar 2007                                       | Sprint klassisch                                       | Kati Venäläinen-Sundqvist                              | Ingri Aunet Tyldum                                     | Karianne Bjellånes                                     |

### Gesamtwertung Frauen
| Rang | Name                      | Punkte |
| ---- | ------------------------- | ------ |
| 1    | Astrid Jacobsen           | 566    |
| 2    | Kati Venäläinen-Sundqvist | 485    |
| 3    | Susanne Nyström           | 378    |
| 4    | Milla Saari               | 306    |
| 5    | Sofia Bleckur             | 244    |
| 6    | Marte Elden               | 217    |
| 7    | Kine Beate Bjørnås        | 190    |
| 8    | Sigrid Aas                | 180    |
| 9    | Guro Ström Solli          | 154    |
| 10   | Anne Mäkinen              | 153    |
| 11   | Siri Halle                | 141    |
| 12.  | Marte Monrad-Hansen       | 132    |
| 13.  | Anna Haag                 | 131    |
| 14.  | Agnetha Aasheim           | 126    |
| 15.  | Ingri Aunet Tyldum        | 117    |
| 16.  | Kaili Sirge               | 115    |
| 17.  | Kari Vikhagen Gjeitnes    | 107    |
| 18.  | Sara Svendsen             | 101    |
| 19.  | Piret Pormeister          | 97     |
| 20.  | Kirsi Antila              | 96     |
| 21.  | Marjo Loukkola            | 90     |
| 21.  | Kirsi Perälä              | 90     |
| 23.  | Therese Johaug            | 85     |
| 23.  | Riikka Sarasoja-Lilja     | 85     |
| 25.  | Marjo Korander            | 84     |
| 26.  | Tatjana Mannima           | 83     |
| 27.  | Silja Tarvonen            | 81     |
| 28.  | Wita Jakymtschuk          | 80     |
| 28.  | Kaisa Varis               | 80     |
| 30.  | Ellen Sandbakken          | 73     |
| 31.  | Laila Selbæk              | 72     |
| 32.  | Karianne Bjellånes        | 64     |
| 32.  | Maria Rydqvist            | 64     |
| 34.  | Elin Ek                   | 60     |
| 35.  | Lena Jensen Rogn          | 55     |
| 36.  | Ida Ingemarsdotter        | 51     |
| 37.  | Ulrica Persson            | 49     |

| Rang | Name                         | Punkte |
| ---- | ---------------------------- | ------ |
| 38.  | Ingvild Aas                  | 48     |
| 38.  | Mona-Liisa Malvalehto        | 48     |
| 38.  | Jorann Öye Rossbö            | 48     |
| 41.  | Natalja Matwejewa            | 46     |
| 42.  | Jewgenija Schapowalowa       | 42     |
| 43.  | Jenny Hansson                | 40     |
| 44.  | Maria Gräfnings              | 38     |
| 45.  | Miia Tuovila                 | 37     |
| 46.  | Hilde Gjermundshaug Pedersen | 36     |
| 47.  | Kateryna Hryhorenko          | 34     |
| 47.  | Silja Suija                  | 34     |
| 49.  | Heli Peltonen                | 33     |
| 50.  | Kjersti Nordberg             | 30     |
| 51.  | Lena Pedersen                | 28     |
| 52.  | Ulla Kiili                   | 26     |
| 52.  | Marthe Kristoffersen         | 26     |
| 52.  | Kerttu Niskanen              | 26     |
| 52.  | Anna Olsson                  | 26     |
| 56.  | Zoya Zaviedieieva            | 25     |
| 57.  | Laura Alba                   | 24     |
| 57.  | Kari Eie                     | 24     |
| 57.  | Natalja Iljina               | 24     |
| 57.  | Lada Nesterenko              | 24     |
| 61.  | Julia Limby                  | 22     |
| 62.  | Annika Löfström              | 21     |
| 63.  | Mirva Rottensteiner          | 19     |
| 63.  | Kristina Zotova              | 19     |
| 65.  | Satu Annila-Rautiainen       | 18     |
| 66.  | Marthe Katrine Myhre         | 16     |
| 66.  | Kerttu Saarepuu              | 16     |
| 66.  | Inge-Lise Westlund           | 16     |
| 69.  | Hanne Pettersen Björnstad    | 15     |
| 69.  | Marit Rjabov                 | 15     |
| 69.  | Nina Rysina                  | 15     |
| 69.  | Kaija Vahtra                 | 15     |
| 69.  | Ingrid Vikman                | 15     |
| 74.  | Jaanika Kalev                | 13     |

| Rang | Name               | Punkte |
| ---- | ------------------ | ------ |
| 75.  | Maryna Lissohor    | 12     |
| 75.  | Pirjo Porvari      | 12     |
| 77.  | Emma Bergman       | 11     |
| 77.  | Magnhild Rö        | 11     |
| 79.  | Ann-Mary Ähtävä    | 10     |
| 79.  | Kaisa Mäkäräinen   | 10     |
| 81.  | Liisa Anttila      | 9      |
| 81.  | Maija Saarinen     | 9      |
| 81.  | Elise Aunet Tyldum | 9      |
| 84.  | Lotte Ström Solli  | 8      |
| 84.  | Ingunn Weltzien    | 8      |
| 86.  | Anette Bröto       | 7      |
| 86.  | Stine Haugen       | 7      |
| 86.  | Emma Lundbäck      | 7      |
| 86.  | Johanna Riihivuori | 7      |
| 90.  | Marianne Hannonen  | 6      |
| 90.  | Liis Kalda         | 6      |
| 92.  | Therese Engen      | 5      |
| 92.  | Kristel Laurson    | 5      |
| 92.  | Tiril Schjölerberg | 5      |
| 95.  | Satu Pirttiniemi   | 4      |
| 95.  | Hanna Seppas       | 4      |
| 95.  | Sanna Soudunsaari  | 4      |
| 98.  | Solfried Braathen  | 3      |
| 98.  | Emilia Forsman     | 3      |
| 98.  | Elisabeth Juudas   | 3      |
| 101. | Irene Eder         | 2      |
| 101. | Marika Kustavus    | 2      |
| 101. | Urpu Tanner        | 2      |
| 101. | Kaidi Udras        | 2      |
| 105. | Carolin Andersson  | 1      |
| 105. | Triin Ojaste       | 1      |
| 105. | Ida Olsson         | 1      |
| 105. | Helene Söderlund   | 1      |
| 105. | Kaisa Udamä        | 1      |